# Instituto Libre de Segunda Enseñanza
| Instituto Libre de Segunda Enseñanza | Instituto Libre de Segunda Enseñanza                                                                                                |
| ------------------------------------ | --- |
| Autoridades                          | Roald Devetac, Mónica Contreras, Sara Frutos                                                                                        |
| Título                               | Bachiller |
| Lema                                 | "Vitam impendere vero" |
| Duración                             | Cinco años. Sexto optativo. |
| Admisión                             | Curso de ingreso |
| Idiomas                              | Español, francés, inglés y latín.                                                                                                   |
| Alumnos                              | 979 |
| Deportes                             | 1.er año: variado, 2.º año: vóley, 3.er año: balonmano, 4.º año: fútbol, 5.º año: taller optativo (varones y mujeres por separado). |
| Sitio Web                            | http://www.ilse.esc.edu.ar/home |
| Religión                             | Laico |

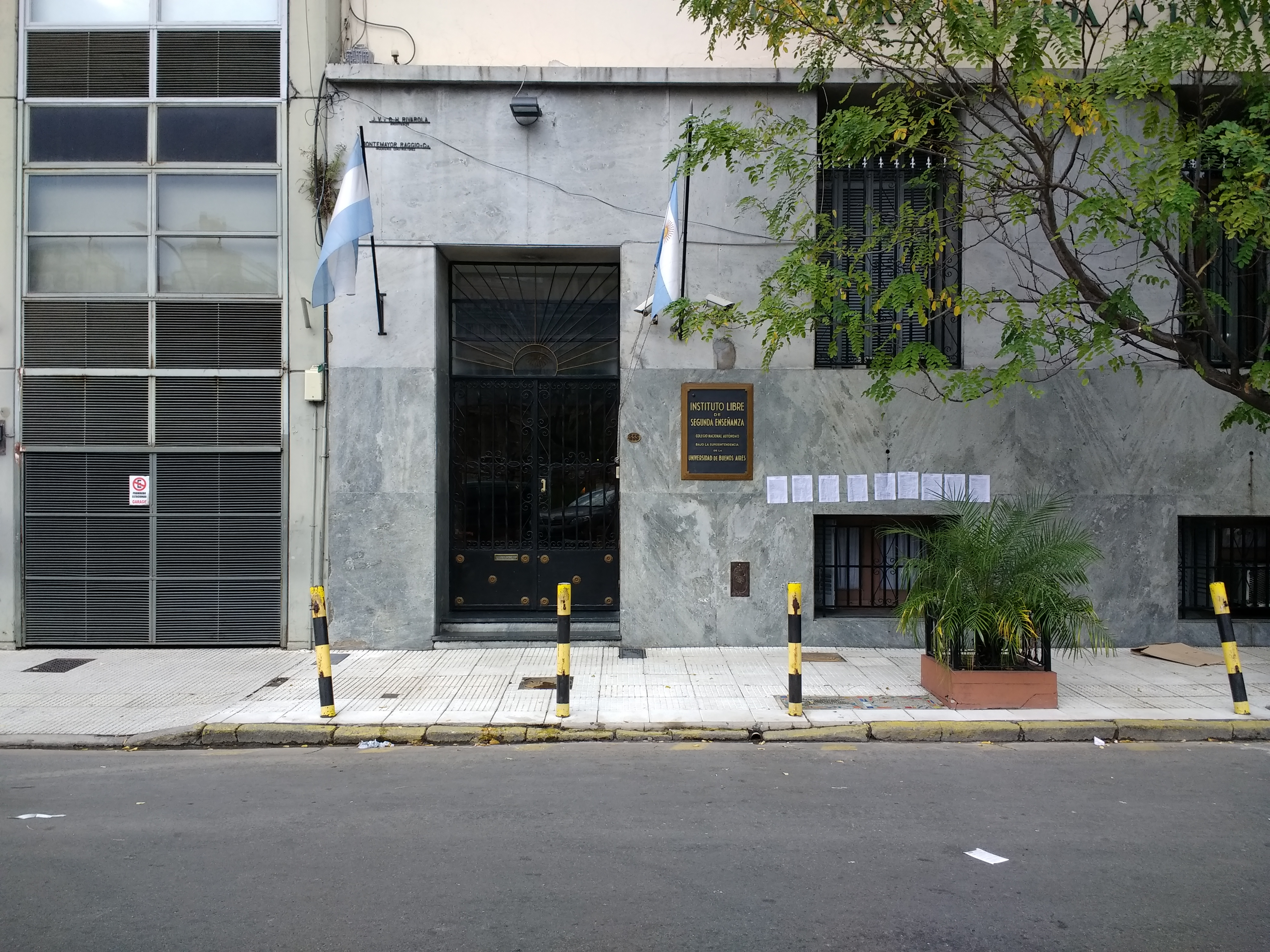
Instituto Libre de Segunda Enseñanza en 2017

El Instituto Libre de Segunda Enseñanza (ILSE), fundado en 1892, es una escuela privada de enseñanza secundaria Argentina avalada por la Universidad de Buenos Aires. Su sede se encuentra en la calle Libertad 555, en la Ciudad Autónoma de Buenos Aires. A diferencia de los otros colegios que dependen de la misma universidad, cuenta con financiamiento propio, proveniente de las cuotas que pagan los alumnos. 

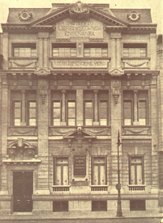
El Instituto Libre de Segunda Enseñanza en 1892.

## Historia del ILSE
Fue inaugurado el 16 de mayo de 1892, dependiendo de la Universidad de Buenos Aires (UBA).
En el rectorado de Adolfo Orma al frente del Colegio Nacional de Buenos Aires (1890-1892), "la disciplina interna se había resentido y los conflictos de ese orden hicieron crisis en un episodio durante el cual los alumnos abuchearon al inspector general de enseñanza. Éste solicitó de inmediato al Poder Ejecutivo la exoneración del rector, a quien acusó de "abandono o falta de tino" en el cumplimiento de sus funciones. Orma fue separado por decreto del 25 de abril, que firmaron el presidente Pellegrini y su ministro Balestra (creador de las secciones)." [cita requerida] "La separación de Orma de la rectoría del Nacional hizo que un grupo se reuniera en la casa de Calixto Oyuela y propusiera la creación del ILSE. Renuncian en masa los profesores del Colegio Nacional para integrarse al ILSE. Reciben la protección académica de la UBA que ofrece integrantes que integran el Consejo Superior del ILSE, y lo apadrinan Bartolomé Mitre y Vicente Fidel López.

## Forma de gobierno
El órgano superior de gobierno es el Consejo Superior, formado por 2 representantes de cada facultad de la Universidad de Buenos Aires, nombrados por el Rector, y 5 miembros vitalicios nombrados por el Consejo Superior del ILSE. Actualmente está conformado por 15 consejeros, 3 de ellos en forma vitalicia: el Dr. Guillermo Jaim Etcheverry, Nelson López del Carril y el Dr. Ricardo Macchi.
Rector y VicerrectorSon nombrados por el Consejo Superior del ILSE.
Equipo AsesorDepartamento de Orientación: los nombra el Rector del ILSE.
Departamentos AcadémicosArtes, ciencias naturales, historia y derecho constitucional, geografía y economía política, educación física, francés, humanidades, informática, inglés, lengua, latín, matemáticas y Sexto Año. Los jefes de Departamento son elegidos por el rector del ILSE, de una terna elevada por los docentes del Departamento,
ProfesoresSe los designa por hora cátedra. Los nombra el Consejo Superior del ILSE de una terna que eleva la Comisión de Enseñanza de dicho Consejo, quien la elabora luego de un análisis del currículum y entrevistas personales.

## Infraestructura y servicios
La institución está provista con un auditorio, un salón de múltiples usos, sala de informática, biblioteca, laboratorio de física, laboratorio de química, salón de música e instrumentos, salón de plástica y artes. Aquí, al igual que en las aulas, se desarrollan diferentes talleres extracurriculares como coro, teatro, artes plásticas, escritura y fotografía. En lo relativo a la recreación y a lo alimenticio, el Instituto Libre de Segunda Enseñanza cuenta con un patio cerrado y un kiosco.

## Rectores
| N.º | Rector                    | Periodo            | Rector de la UBA |
| --- | ------------------------- | ------------------ | --- |
| 1   | Adolfo Orma               | 1892 - 1893        | Leopoldo Basavilbaso |
| 2   | Aristóbulo del Valle      | 1893 - 1895        | Leopoldo Basavilbaso |
| 3   | Mariano Demaría           | 1895 - 1897        | Leopoldo Basavilbaso |
| 4   | Juan José Montes de Oca   | 1897               | Leopoldo Basavilbaso |
| 5   | Rafael Ruiz de los Llanos | 1897 - 1910        | Leopoldo Basavilbaso Eufimio Uballes |
| 6   | Ildefonso P. Ramos Mejía  | 1910 - 1921        | Eufimio Uballes |
| 7   | Coriolano Alberini        | 1921 - 1954        | Eufimio Uballes José Arce Ricardo Rojas Enrique Butty Benito Nazar Anchorena Mariano Castex Ángel Gallardo Vicente Gallo Coriolano Alberini Carlos Saavedra Lamas Alfredo Laboulge Emilio Ravignani Tomás Casares David Arias Carlos Obligado Nicolás Matienzo (1º) Carlos Waldorp Antonio J. Benítez Salvador Oría Horacio Rivarola Nicolás Matienzo (2º) Oscar Ivanissevich Fernando Bustos (1º) Agustín Martínez Fernando Bustos (2º) Carlos Emery Julio Otaola Carlos Bancalari José Fernández Moreno Jorge Alberto Taiana |
| -   | Orestes Adorni (interino) | 1954 - 1955        | Jorge Alberto Taiana Ernesto Crámer |
| -   | Comisión                  | 1955 - 1956        | Ernesto Crámer Ernesto Cholvis Junta Provisoria José Luis Romero José Babini |
| 8   | Osvaldo Loudet (hijo)     | 1956 - 1983        | Alejandro Ceballos Risieri Frondizi Julio Olivera Hilario Fernández Long Luis Botet Raúl Devoto Andrés Santas Bernabé Quartino Carlos Durrieu Rodolfo Puiggrós Enrique Martínez Ernesto Villanueva Vicente Solano Lima Raúl Laguzzi Alberto Ottalagano Eduardo Mangiante José Alocén Edmundo Said Alberto Constantini Sol Rabasa Luis Cabral Alberto Donnes (1º) Lucas Lennon Alberto Donnes (2º) Alberto Rodríguez Varela Carlos Segovia Fernández                                                                            |
| 9   | Roberto Repetto           | 1983 - 1994        | Carlos Segovia Fernández Francisco Delich Oscar Shuberoff |
| 10  | Vilma Saldumbide          | 1994 - 2016        | Oscar Shuberoff Guillermo Jaim Etcheverry Bernardo Dujovne Alfredo Buzzi Alberto Boveris Aníbal Franco Rubén Hallú Alberto Barbieri |
| 11  | Roald Devetac             | 2016 - en el cargo | Alberto Barbieri Ricardo Gelpi |

## Polémica
En octubre de 2018 un grupo de alumnas denunció ante el rectorado del ILSE por diversos tratos indebidos en la clase ante las alumnas, algunos de índole sexual, como mirar pornografía en clase, o mirarles los senos a las alumnas.
Los acusados son Arturo Fiori (profesor de literatura), Juan Carlos Aromando (educación física), Tomas Bleif (preceptor), Fernando Guarnaccio (historia) y Diego Fernández.
Tras lo sucedido, los acusados negaron las denuncias y el rectorado hizo una mesa de diálogo con el grupo de alumnas. 